# Aldila Sutjiadiová
Aldila Sutjiadiová (* 2. května 1995 Jakarta) je indonéská profesionální tenistka. Ve své dosavadní kariéře na okruhu WTA Tour vyhrála pět turnajů ve čtyřhře. V sérii WTA 125 přidala tři deblové trofeje. V rámci okruhu ITF získala jeden titul ve dvouhře a patnáct ve čtyřhře.
Na žebříčku WTA byla ve dvouhře nejvýše klasifikována v květnu 2021 na 344. místě a ve čtyřhře v říjnu 2023 na 26. místě.
V indonéském týmu Billie Jean King Cupu debutovala v roce 2013 astanským základním blokem 2. skupiny asijsko-pacifické zóny proti Filipínám, v němž vyhrála s Lavinií Tanantovou čtyřhru. Indonésanky zvítězily 3:0 na zápasy. Do července 2024 v soutěži nastoupila k dvaceti sedmi mezistátním utkáním s bilancí 14–9 ve dvouhře a 7–4 ve čtyřhře.
Zlatou medaili ze smíšené čtyřhry si odvezla s krajanem Christopherem Rungkatem z Asijských her 2018 v Palembangu.

## Tenisová kariéra
V juniorské kategorii si zahrála semifinále čtyřhry na Australian Open 2012, v níž startovala po boku Indky Rutudži Bhosaleové. V letech 2013–2017 vystudovala matematickou ekonomii a statistiku na Kentucké univerzitě v Lexingtonu, kde hrála tenis za akademický klub Wildcats.
V rámci okruhu ITF debutovala v červenci 2010, když na turnaji v rodné Jakartě dotovaném 10 tisíci dolary obdržela divokou kartu. V úvodním kole přehrála Japonku Juku Moriovou, než podlehla nejvýše nasazené Rakušance Tině Schiechtlové ze čtvrté světové stovky. První kvalifikaci na okruhu WTA Tour odehrála na zářijovém Jiangxi Open 2019 v Nan-čchangu. Po výhře nad Jaimee Fourlisovou ji do hlavní soutěže nepustila Chorvatka Jana Fettová. Dvouhru si premiérově zahrála na srpnovém Chicago Women's Open 2021 po zvládnutí kvalifikačního síta. Na úvod prohrála s Francouzkou Fionou Ferrovou, přestože získala úvodní sadu. Ve čtyřhře debutovala již o tři týdny dříve na Silicon Valley Classic 2021 v kalifornském San José. V prvním utkání však s Erin Routliffeovou nestačily na americký pár Caty McNallyová a Coco Vandewegheová.
Debut v hlavní soutěži nejvyšší grandslamové kategorie zaznamenala v ženském deblu Australian Open 2022 po zisku divoké karty. S Thajkou Peangtarn Plipuečovou nenašly recept na turnajové pětky Alexu Guarachiovou s Nicole Melicharovou-Martinezovou a soutěž opustily v prvním kole. Do premiérového finále na túře WTA postoupila v dubnové čtyřhře Copa Colsanitas 2022 na antukových dvorcích v Bogotě. S Australankou Astrou Sharmaovou ve finále zdolaly americko-britskou dvojici Emina Bektasová a Tara Mooreová. Stala tak první indonéskou vítězkou turnaje WTA od trofeje Angelique Widjajaové na Bali Open 2003.

## Finále na okruhu WTA Tour

### Čtyřhra: 8 (5–3)
| Legenda                |
| ---------------------- |
| Grand Slam (0)         |
| Turnaj mistryň (0)     |
| WTA Elite Trophy (0–1) |
| WTA 1000 (0)           |
| WTA 500 (0–1)          |
| WTA 250 (5–1)          |

| Stav       | č. | datum           | turnaj                   | povrch | spoluhráčka       | soupeřky ve finále                           | výsledek              |
| ---------- | -- | --------------- | ------------------------ | ------ | ----------------- | -------------------------------------------- | --------------------- |
| Vítězka    | 1. | duben 2022      | Bogota, Kolumbie         | antuka | Astra Sharmaová   | Emina Bektasová Tara Mooreová                | 4–6, 6–4, [11–9]      |
| Finalistka | 1. | červenec 2022   | Hamburk, Německo         | antuka | Miju Katová       | Sophie Changová Angela Kulikovová            | 3–6, 6–4, [6–10]      |
| Vítězka    | 2. | leden 2023      | Auckland, Nový Zéland    | tvrdý  | Miju Katová       | Leylah Fernandezová Bethanie Mattek-Sandsová | 1–6, 7–5, [10–4]      |
| Vítězka    | 3. | březen 2023     | Austin, Spojené státy    | tvrdý  | Erin Routliffeová | Nicole Melichar-Martinezová Ellen Perezová   | 6–4, 3–6, [10–8]      |
| Vítězka    | 4. | srpen 2023      | Cleveland, Spojené státy | tvrdý  | Miju Katová       | Nicole Melichar-Martinezová Ellen Perezová   | 6–4, 6–7(4–7), [10–8] |
| Finalistka | 2. | 29. října 2023  | Ču-chaj, Čína            | tvrdý  | Miju Katová       | Beatriz Haddad Maiová Veronika Kuděrmetovová | 3–6, 3–6              |
| Vítězka    | 5. | únor 2024       | Hua Hin, Thajsko         | tvrdý  | Miju Katová       | Kuo Chan-jü Ťiang Sin-jü                     | 6–4, 1–6, [10–7]      |
| Finalistka | 3. | 25. května 2024 | Štrasburk, Francie       | antuka | Asia Muhammadová  | Cristina Bucșová Monica Niculescuová         | 6–3, 4–6, [6–10]      |

## Finále série WTA 125

### Čtyřhra: 5 (3–2)
| Legenda       |
| ------------- |
| WTA 125 (3–2) |

| Stav       | č. | datum         | turnaj                    | povrch    | spoluhráčka          | soupeřky ve finále                     | výsledek              |
| ---------- | -- | ------------- | ------------------------- | --------- | -------------------- | -------------------------------------- | --------------------- |
| Finalistka | 1. | červenec 2021 | Charleston, Spojené státy | antuka    | Erin Routliffeová    | Liang En-šuo Rebecca Marinová          | 7–5, 5–7, [7–10]      |
| Finalistka | 2. | listopad 2021 | Midland, Spojené státy    | tvrdý (h) | Peangtarn Plipuečová | Harriet Dartová Asia Muhammadová       | 3–6, 6–2, [7–10]      |
| Vítězka    | 1. | říjen 2022    | Tampico, Mexiko           | tvrdý     | Tereza Mihalíková    | Ashlyn Kruegerová Elizabeth Mandliková | 7–5, 6–2              |
| Vítězka    | 2. | listopad 2022 | Colina, Chile             | antuka    | Jana Sizikovová      | Majar Šarífová Tamara Zidanšeková      | 6–1, 3–6, [10–7]      |
| Vítězka    | 3. | květen 2024   | Paříž, Francie            | antuka    | Asia Muhammadová     | Monica Niculescuová Ču Lin             | 7–6(7–3), 4–6, [11–9] |

## Tituly na okruhu ITF
| Dotace turnajů okruhu ITF | Dotace turnajů okruhu ITF |
| ------------------------- | ------------------------- |
| 100 000 $ tournaments     | 80 000 $ tournaments      |
| 75 000 $ tournaments      | 60 000 $ tournaments      |
| 50 000 $ tournaments      | 25 000 $ tournaments      |
| 15 000 $ tournaments      | 10 000 $ tournaments      |

### Dvouhra (1 titul)
| Č. | datum       | turnaj          | povrch | poražená finalistka | výsledek |
| -- | ----------- | --------------- | ------ | ------------------- | -------- |
| 1. | červen 2018 | Solo, Indonésie | tvrdý  | Tu Č'-ma            | 6–2, 6–0 |

### Čtyřhra (15 titulů)
| Č.  | datum         | turnaj                        | povrch    | spoluhráčka        | poražené finalistky                       | výsledek               |
| --- | ------------- | ----------------------------- | --------- | ------------------ | ----------------------------------------- | ---------------------- |
| 1.  | červen 2014   | Solo, Indonésie               | tvrdý     | Nadia Ravitaová    | Beatrice Gumulyová Jessy Rompiesová       | 6–2, 7–6(3)            |
| 2.  | červenec 2018 | Jakarta, Indonésie            | tvrdý     | Arianne Hartonová  | Mana Ajukawová Zeel Desaiová              | 6–1, 6–2               |
| 3.  | listopad 2018 | Muzaffarnagar, Indie          | tráva     | Wang Tan-ni        | Kjóka Okamurová Mičika Ozekiová           | 7–6(6), 7–5            |
| 4.  | prosinec 2018 | Hua Hin, Thajsko              | tvrdý     | Nadia Ravitaová    | Joanna Garlandová Manančaja Sawangkaewová | 6–2, 6–4               |
| 5.  | leden 2019    | Singapur                      | tvrdý     | Paige Houriganová  | Eudice Chongová Čang Ling                 | 6–2, 6–3               |
| 6.  | duben 2019    | Hongkong, Čína                | tvrdý (h) | Paige Houriganová  | Maddison Inglisová Kaylah McPheeová       | 6–3, 6–1               |
| 7.  | květen 2019   | Singapur                      | tvrdý     | Paige Houriganová  | Emily Appletonová Catherine Harrisonová   | 6–1, 7–6(5)            |
| 8.  | červenec 2019 | Nonthaburi, Thajsko           | tvrdý     | Eudice Chongová    | Peangtarn Plipuečová Akiko Omaeová        | 7–6(2), 6–4            |
| 9.  | srpen 2019    | Nonthaburi, Thajsko           | tvrdý     | Eudice Chongová    | Wu Mej-sü Erika Semaová                   | 6–2, 6–1               |
| 10. | říjen 2019    | Makinohara, Japonsko          | koberec   | Eudice Chongová    | Erina Hajašiová Momoko Koboriová          | 6–7(5), 7–6(5), [10–4] |
| 11. | říjen 2019    | Hamamacu, Japonsko            | koberec   | Eudice Chongová    | Sakura Hondová Ramu Uedaová               | 6–3, 6–4               |
| 12. | květen 2021   | Bonita Springs, Spojené státy | antuka    | Erin Routliffeová  | Eri Hozumiová Miju Katová                 | 6–3, 4–6, [10–6]       |
| 13. | červen 2021   | Charleston, Spojené státy     | antuka    | Fanny Stollárová   | Rasheeda McAdoová Peyton Stearnsová       | 6–0, 6–4               |
| 14. | duben 2022    | Charleston, Spojené státy     | antuka    | Katarzyna Kawaová  | Sophie Changová Angela Kulikovová         | 6–1, 6–4               |
| 15. | srpen 2022    | Lexington, Spojené státy      | tvrdý     | Kateryna Voloďková | Jada Hartová Dalayna Hewittová            | 7–5, 6–3               |